# Ahmad Salam
Ahmad Muhammad Salam (ar. أحمد محمد سالم) – egipski piłkarz, występujący na pozycji obrońcy. Uczestnik Igrzysk Olimpijskich 1924 i 1928.
Zawodnik wystąpił w obydwu spotkaniach, jakie reprezentacja Egiptu rozegrała podczas igrzysk 1924 roku, a także w trzech z czterech spotkań rozegranych przez Egipt podczas igrzysk w 1928 roku (nie zagrał w ostatnim meczu o 3. miejsce z Włochami).